# Stora Vansen
Stora Vansen är en sjö i Rättviks kommun i Dalarna och ingår i Dalälvens huvudavrinningsområde. Sjön har en area på 0,146 kvadratkilometer och ligger 364,1 meter över havet. Sjön avvattnas av vattendraget Vansbäcken.

## Delavrinningsområde
Stora Vansen ingår i det delavrinningsområde (675360-147316) som SMHI kallar för Mynnar i Näsån. Medelhöjden är 319 meter över havet och ytan är 10,36 kvadratkilometer. Det finns inga avrinningsområden uppströms utan avrinningsområdet är högsta punkten. Vansbäcken som avvattnar avrinningsområdet har biflödesordning 5, vilket innebär att vattnet flödar genom totalt 5 vattendrag innan det når havet efter 296 kilometer. Avrinningsområdet består mestadels av skog (85 procent). Avrinningsområdet har 0,15 kvadratkilometer vattenytor vilket ger det en sjöprocent på 1,4 procent.